# محمد الفائز

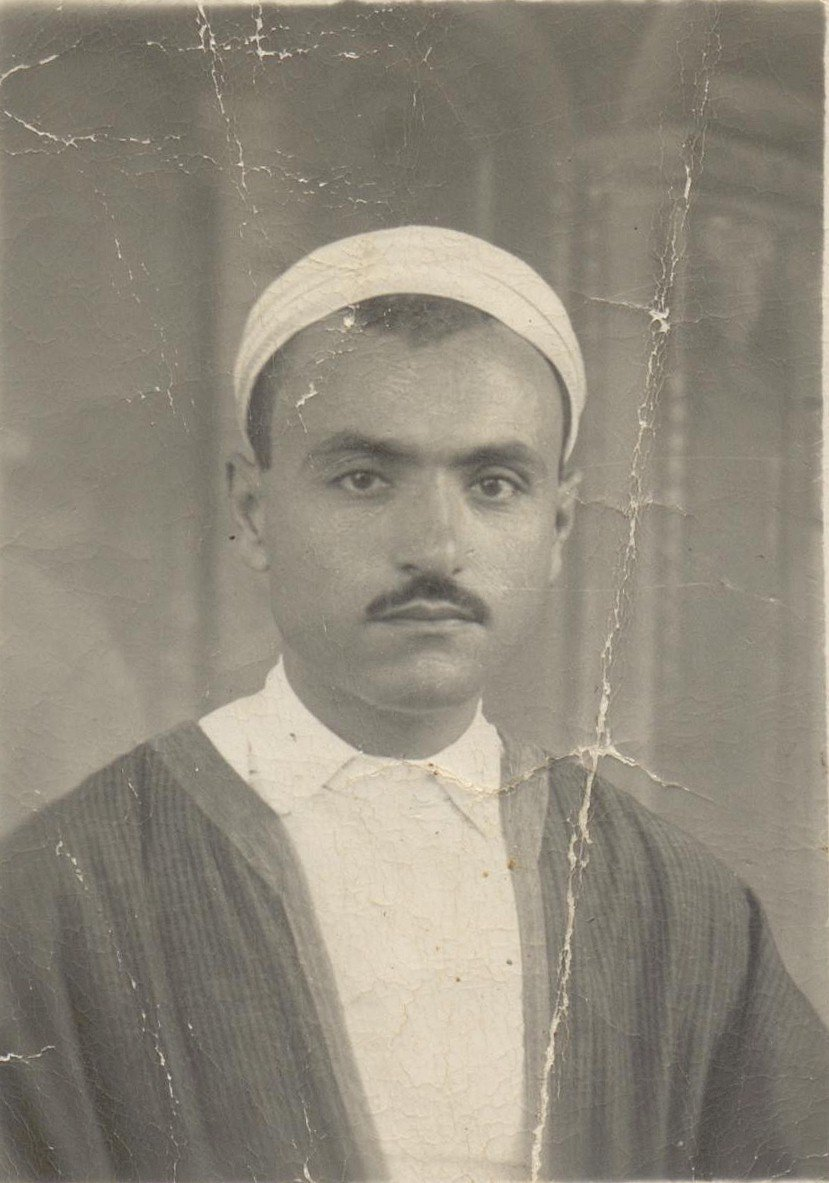
محمد الفائز

محمد الفائز القيرواني الطراز شاعر ومربي تونسي. ولد بالقيروان سنة 1902 على الأرجح. رعاه والده فعوض عنه يتم الأم وعمل على تعليمه القرآن في الكتاتيب وعلى تلقينه علوم العربية في جامع عقبة عندما كان فرعا لجامعة الزيتونة. اكتسب محمد الفائز عمقا في المعرفة وجزالة في اللفظ حفزاه على قول الشعر صبيا والانخراط بمجالس أدباء القيروان.
لما شب انتقل إلى مدينة تونس طالبا العلم في جامعها الأعظم والأدب في منتديات مثقفيها ورجال أدبها من أمثال محمد العربي الكبادي ومحمد التميمي ثم عاد إلى القيروان فعلّم بمدارسها ولمع بمجالسها رفقة أترابه من أمثال محمد الحليوي وصالح السويسي ومحمد الشاذلي عطاء الله وقد كتب حينها أشعار وقصائد أعجبت كل من سمعها من زملائه وتلاميذه.
توفي يوم 25 أوت أوان اصطيافه في مدينة المنستير سنة 1953 ودفن بالقيروان.